# دوروثيا جيمسون
دوروثيا جيمسون (بالإنجليزية: Dorothea Jameson)‏ هي عالمة أمريكية، ولدت في 16 نوفمبر 1920 في نيوتن في الولايات المتحدة، وتوفيت في 12 أبريل 1998.